# Schloss Einstein/Staffel 23
Die dreiundzwanzigste Staffel der deutschen Seifenoper Schloss Einstein für Kinder und Jugendliche umfasst 26 Episoden (Folgen 949–974).

## Dreharbeiten
Gedreht wurde vom 23. Mai 2019 bis 25. Oktober 2019 in Erfurt und Umgebung, unter anderem auf dem Drosselberg sowie im Steigerwaldstadion.

## Besetzung
Sortiert nach der Reihenfolge des Einstiegs, danach nach den Nachnamen der Schauspieler.
| Schauspieler                         | Rollenname                 | Folgen                          | Jahr | Bemerkungen |
| ------------------------------------ | -------------------------- | ------------------------------- | ---- | --- |
| Prägende Charaktere:                 |                            |                                 |      | |
| Schüler:                             |                            |                                 |      | |
| Ferenc Amberg                        | Pit Hansen                 | 949–974                         | 2020 | Mitbewohner von Till, interessiert sich für Aliens |
| Marc Elflein                         | Moritz Overmann            | 949–974                         | 2020 | Chefredakteur des „Einstein X-Press“; Mitbewohner von Pawel und Hermann |
| Madeleine Haas                       | Frederike „Rike“ Reinhardt | 949–974                         | 2020 | Chefredakteurin des „Einstein X-Press“; Mitbewohnerin von Rosa und Flora |
| Karlotta Hasselbach                  | Rosa Panowski              | 949–974                         | 2020 | Tochter von Verena Panowski; Mitbewohnerin von Rike und Flora, macht Eisschnelllauf, hat Höhenangst                                                                             |
| Josie Hermer                         | Sibel Peters               | 949–974                         | 2020 | Freundin von Pawel; Mitbewohnerin von Cäcilia und Leni, macht Karate, ist Veganerin                                                                                             |
| Thorin Holland                       | Hermann Zech               | 949–974                         | 2020 | Enkel von Dr. Heiner Zech; Mitbewohner von Pawel und Moritz |
| Carla Hüttermann                     | Flora Freytag              | 949–974                         | 2020 | Schwester von Leni und Finja, Tochter von Frieda und Franz Freytag; lebte zuvor im Zirkus Freytag; Mitbewohnerin von Rosa und Rike                                              |
| Luna Kuse                            | Martha Pracht              | 949–974                         | 2020 | Freundin von Till; Ex-Freundin von Kasimir; Mitbewohnerin von Carolin, dann alleine; absolviert ein Freiwilliges Ökologisches Jahr in der Seehundstation am Koog an der Nordsee |
| Arnold Makuissie                     | Badu Barry                 | 949–974                         | 2020 | Mitbewohner von Anton und Viktor, läuft in der Sprint-Staffel |
| Noel Okwanga                         | Pawel Kronbügel            | 949–974                         | 2020 | Freund von Sibel; Mitbewohner von Moritz und Hermann, kann tanzen |
| Paloma Padrock                       | Carolin Tietz              | 949–960, 974                    | 2020 | Mitbewohnerin von Martha; erhält eine Rolle in einem Tanzfilm und zieht nach Berlin                                                                                             |
| Amelie Rafolt Gomes                  | Finja Freytag              | 949–974                         | 2020 | Schwester von Flora und Leni, Tochter von Frieda und Franz Freytag; lebte zuvor im Zirkus Freytag, kann zaubern                                                                 |
| Linda Schablowski                    | Leni Freytag               | 949–974                         | 2020 | Schwester von Flora und Finja, Tochter von Frieda und Franz Freytag; lebte zuvor im Zirkus Freytag; Freundin von Cäcilia; Mitbewohnerin von Cäcilia und Sibel                   |
| Fridolin Sommerfeld                  | Viktor Müller              | 949–974                         | 2020 | Mitbewohner von Badu und Anton, Staffelkapitän |
| Helen Möller                         | Aljona „Jona“ Chung        | 950–974                         | 2020 | Adoptivtochter von Jong Hi Chung; Externe |
| Lasse Timmel                         | Anton Busch                | 950–974                         | 2020 | erster Stipendiat des Berger-Stipendiums (bis zur Aufklärung seines Betruges); Sohn von Sascha Hauser; Mitbewohner von Badu und Viktor                                          |
| Carlotta Weide                       | Cäcilia Amelie von Toll    | 950–974                         | 2020 | Freundin von Leni; Mitbewohnerin von Sibel und Leni; Mitglied der Sprint-Staffel                                                                                                |
| Jonas Kaufmann                       | Till Hainzinger            | 952–974                         | 2020 | Freund von Martha; Mitbewohner von Pit; zieht mit Martha an die Nordsee |
| Lehrer:                              |                            |                                 |      | |
| Frederic Heidorn                     | Sascha Hauser              | 949–974                         | 2020 | Lehrer für Sport und Französisch; Sportkoordinator; Vater von Anton |
| Ill-Young Kim                        | Jong Hi Chung              | 950–974                         | 2020 | Schuldirektor; Lehrer für Mathematik, Physik und Sport; Adoptivvater von Jona                                                                                                   |
| Gitta Schweighöfer                   | Martina Stocker            | 950–967                         | 2020 | Schuldirektorin; Lehrerin für Deutsch und Sport |
| Olaf Burmeister                      | Dr. Heinrich „Heiner“ Zech | 952–972                         | 2020 | Lehrer für Latein, Geschichte und Geografie; Großvater von Hermann |
| Janina Elkin                         | Anna-Carina Levin          | 954–967                         | 2020 | Lehrerin für Biologie, Chemie und Sport, Vertrauenslehrerin; Mutter von Leo auch in der Realität Mutter von Romy Liv Elkin (Leo Levin)                                          |
| Meri Koivisto                        | Ainikki Holopainen         | 954–972                         | 2020 | Lehrerin für Biologie und Chemie |
| Liz Baffoe                           | Changa Miesbach            | 957–970                         | 2020 | Lehrerin für Englisch, Kunst, Musik und Darstellendes Spiel |
| weiteres Schul-/ Internatspersonal:  |                            |                                 |      | |
| Elisa Ueberschär                     | Wiebke Schiller            | 949–974                         | 2020 | gelernte Tischlerin; Internatsleiterin und Erzieherin; Hausmeisterin |
| Robert Schupp                        | Dr. Michael Berger         | 950–951, 955, 962, 967, 970–971 | 2020 | Leiter des Schulverwaltungsamtes |
| Nebencharaktere:                     |                            |                                 |      | |
| Gastauftritte ehemaliger Darsteller: |                            |                                 |      | |
| Sinan El Sayed                       | Kasimir Pohl               | 959                             | 2020 | Ex-Freund von Martha |
| Schüler:                             |                            |                                 |      | |
| Sophie Leonie Mauritz                | Reena Kumari               | 970–974                         | 2020 | zweite Stipendiatin des Berger-Stipendiums, Tochter eines Indischen Botschafters                                                                                                |
| Eltern und Verwandte:                |                            |                                 |      | |
| Julia Becker                         | Frieda Freytag             | 956                             | 2020 | Besitzerin des Zirkus Freytag; Mutter von Flora, Leni und Finja |
| Ben Bela Böhm                        | Franz Freytag              | 956                             | 2020 | Besitzer des Zirkus Freytag; Vater von Flora, Leni und Finja |
| Heike Koslowski                      | Verena Panowski            | 969–971                         | 2020 | Geschäftsführerin der „Thüringer Kartonagebau“; Mutter von Rosa |
| Sonstige Personen:                   |                            |                                 |      | |
| Robert Köhler                        | Arzt                       | 961                             | 2020 | Arzt im Erfurter Krankenhaus, behandelt Herrn Zech nach seinem Unfall |
| Romy Liv Elkin                       | Leo Levin                  | 964–966                         | 2020 | Tochter von Anna-Carina Levin auch in der Realität Tochter von Janina Elkin (Anna-Carina Levin)                                                                                 |

## Episoden
| Nr. (ges.) | Nr. (St.) | Originaltitel | Erstausstrahlung | Regie              |
| ---------- | --------- | ------------- | ---------------- | ------------------ |
| 949        | 1         | Folge 949     | 13. März 2020    | Nils Dettmann      |
| 950        | 2         | Folge 950     | 14. März 2020    | Nils Dettmann      |
| 951        | 3         | Folge 951     | 14. März 2020    | Nils Dettmann      |
| 952        | 4         | Folge 952     | 14. März 2020    | Nils Dettmann      |
| 953        | 5         | Folge 953     | 19. März 2020    | Markus Dietrich    |
| 954        | 6         | Folge 954     | 20. März 2020    | Markus Dietrich    |
| 955        | 7         | Folge 955     | 23. März 2020    | Markus Dietrich    |
| 956        | 8         | Folge 956     | 24. März 2020    | Markus Dietrich    |
| 957        | 9         | Folge 957     | 25. März 2020    | Sarah Winkenstette |
| 958        | 10        | Folge 958     | 26. März 2020    | Sarah Winkenstette |
| 959        | 11        | Folge 959     | 27. März 2020    | Sarah Winkenstette |
| 960        | 12        | Folge 960     | 30. März 2020    | Sarah Winkenstette |
| 961        | 13        | Folge 961     | 31. März 2020    | Julia Peters       |
| 962        | 14        | Folge 962     | 1. Apr. 2020     | Julia Peters       |
| 963        | 15        | Folge 963     | 2. Apr. 2020     | Julia Peters       |
| 964        | 16        | Folge 964     | 3. Apr. 2020     | Julia Peters       |
| 965        | 17        | Folge 965     | 6. Apr. 2020     | Julia Peters       |
| 966        | 18        | Folge 966     | 7. Apr. 2020     | Severin Lohmer     |
| 967        | 19        | Folge 967     | 8. Apr. 2020     | Severin Lohmer     |
| 968        | 20        | Folge 968     | 9. Apr. 2020     | Severin Lohmer     |
| 969        | 21        | Folge 969     | 14. Apr. 2020    | Severin Lohmer     |
| 970        | 22        | Folge 970     | 15. Apr. 2020    | Severin Lohmer     |
| 971        | 23        | Folge 971     | 16. Apr. 2020    | Raquel Stern       |
| 972        | 24        | Folge 972     | 17. Apr. 2020    | Raquel Stern       |
| 973        | 25        | Folge 973     | 20. Apr. 2020    | Raquel Stern       |
| 974        | 26        | Folge 974     | 21. Apr. 2020    | Raquel Stern       |